# Henryk Kula
Henryk Kula (ur. 15 lutego 1949 w Woli) – polski telemonter, poseł na Sejm PRL VII kadencji.

## Życiorys
W latach 1963–1968 uczęszczał do Technikum Teletransmisyjnego w Katowicach, po którego ukończeniu podjął pracę jako telemonter dołowy w kopalni „Ziemowit” w Lędzinach. W 1972 przystąpił do Polskiej Zjednoczonej Partii Robotniczej, zasiadał w egzekutywie jej Komitetu Zakładowego przy kopalni „Ziemowit”. W 1973 został radnym Miejskiej Rady Narodowej w Tychach. W 1975 był delegatem na VII Zjazd PZPR. W 1976 uzyskał mandat posła na Sejm PRL VII kadencji w okręgu Tychy. Zasiadał w Komisji Górnictwa, Energetyki i Chemii oraz w Komisji Obrony Narodowej.

## Odznaczenia
- Srebrny Krzyż Zasługi